# La Bande à César
Pour plus de détails, voir Fiche technique et Distribution.
La Bande à César (The Biggest Bundle of Them All) est un film américain réalisé par Ken Annakin, sorti en 1968.

## Synopsis
Harry Price et son équipe de criminels amateurs kidnappent Cesare Celli, un gangster américain vivant en Italie. Quand il s'avère qu'aucun des amis de Celli ne paiera pour lui, il conçoit l'idée d'un vol de platine de 5 millions de dollars, à la fois comme moyen de rembourser Price pour ses efforts et en représailles contre un monde qui l'a dépassé. Celli soumet les criminels novices à un entraînement physique rigoureux et fait appel au célèbre professeur Samuels pour diriger le braquage. La bande rencontre de nombreuses difficultés pour financer l'opération, mais ils sont finalement prêts à mettre leur plan en action. 
Le wagon spécial transportant le platine sera bloqué et le butin sera chargé sur un bombardier détourné pour être transporté vers le Maroc. Bien que Harry et sa petite amie Juliana menacent constamment de trahir Celli et de s'enfuir avec le platine, le vol réussit et l'avion décolle. Cependant, tous les efforts du gang sont réduits à néant lorsque les portes de l'avion sont accidentellement ouvertes et que le platine tombe dans les bras de la police.

## Fiche technique
- Titre original : The Biggest Bundle of Them All
- Titre français : La Bande à César
- Réalisation : Ken Annakin, assisté de Victor Merenda
- Scénario : Josef Shaftel (en), Sy Salkowitz, Riccardo Aragno
- Direction artistique : Arrigo Equini
- Costumes : Itala Scandariato
- Photographie : Piero Portalupi
- Son : Kurt Doubrawsky
- Montage : Ralph Sheldon
- Musique : Riz Ortolani
- Production : Josef Shaftel (en)
- Production associée : Sy Stewart
- Société de production : Metro-Goldwyn-Mayer
- Société de distribution : Metro-Goldwyn-Mayer
- Pays d'origine :  États-Unis
- Langue originale : anglais
- Format : couleur (Metrocolor) — 35 mm — 2,35:1 (Panavision) — son mono
- Genre : Comédie
- Durée : 85 minutes
- Dates de sortie : 
  - États-Unis : 17 janvier 1968
  - France : 7 août 1968[1]
  - Royaume-Uni : 18 août 1968

## Distribution
- Vittorio de Sica (VF : Jean Michaud) : Cesare Celli
- Raquel Welch (VF : Nelly Benedetti) : Juliana
- Robert Wagner (VF : Bernard Woringer) : Harry
- Godfrey Cambridge (VF : Henry Djanik) : Benny
- Davy Kaye (VF : Maurice Chevit) : Davey Collins (« Kolinsky » en VF)
- Francesco Mulè (VF : Philippe Dumat) : Tozzi
- Edward G. Robinson (VF : Serge Nadaud) : le professeur Samuels
- Victor Spinetti (VF : Jacques Balutin) : le capitaine Giglio
- Yvonne Sanson : Teresa
- Mickey Knox : Joe Ware
- Roberto De Simone (VF : Fred Pasquali) : l'oncle Carlo
- Carlo Croccolo (VF : Pierre Trabaud) : Franco
- Nino Vingelli (VF : Pierre Collet) : le patron du restaurant
- Nino Musco (VF : Jean Clarieux) : le chef cuisinier
- Calisto Calisti (VF : Jean Violette) : l'inspecteur Bordoni
- Ermelinda De Felice (VF : Hélène Tossy) : Emma Collins (« Kolinsky » en VF)
- Andrea Aureli (VF : Jean-Jacques Steen) : le carabinier jouant au billard avec Pasqualetto
- Piero Gerlini (VF : Albert Augier) : l'inspecteur Capuano